# Harry Potter y las reliquias de la Muerte: parte 1
Harry Potter y las reliquias de la muerte: parte 1 (título original en inglés: Harry Potter and the Deathly Hallows - Part 1) es una película de fantasía y acción dirigida por David Yates. Es la primera de dos partes cinematográficas basada en la novela homónima de J. K. Rowling y la séptima película de la franquicia Mundo Mágico y de las películas de Harry Potter. Fue estrenada el 19 de noviembre de 2010 en 2D y en formato IMAX (en un principio se anunció su estreno en formato 3D, pero semanas antes del estreno de la película se procedió a cancelar dicha presentación). Este largometraje recibió nominaciones a varios premios, entre los que destacan los Premios Óscar.
La duración total de la película es

## Argumento
Al principio de la película, se observa al nuevo Ministro de Magia Rufus Scrimgeour, dando un discurso sobre la inminente amenaza a la que se enfrenta el mundo mágico, ya que lord Voldemort ha tomado el control, una escena después, se observa a Hermione Granger borrando la memoria de sus padres mediante el hechizo Obliviate para que no la recuerden, debido a que sabe el peligro que le espera al embarcarse con sus amigos Harry Potter y Ron Weasley a la búsqueda de los horrocruxes. Harry Potter cumple la mayoría de edad (17 años en el mundo mágico), por lo que la seguridad ante la magia que tenía con los Dursley se pierde y estos se van dejando a Harry en su casa. Los miembros de la Orden del Fénix, Ojoloco, Hermione, Ron, el Sr. Weasley, Kingsley, Mundungus Fletcher, Bill Weasley, Fleur Delacour, Hagrid, Fred, George, Tonks y Remus llegan al lugar donde se encuentra Harry, y deciden escoltarlo hacia La Madriguera. Tonks llama a Remus su marido y ella trata de anunciar algo pero Ojoloco la interrumpe. Para confundir y despistar a los mortífagos en caso de ataque, usan la Poción Multijugos y se crean siete Harrys falsos. Cada Harry lleva un protector, mientras que el verdadero Harry va en la motocicleta voladora de Sirius Black con Hagrid. Durante el viaje, los mortífagos atacan a los miembros de la Orden del Fénix, pero en pleno escape Hagrid es aturdido por un mortífago al volante de la motocicleta dejando a Harry conduciéndola en su lugar, sin embargo por una extraña razón los mortífagos se detienen, pero repentinamente se aparece lord Voldemort y ataca a Harry con el maleficio asesino, pero Harry le responde con un Expeliarmus repeliendo el ataque de Voldemort, en el cual la varita que le pidió a Lucius Malfoy para atacarlo acaba destruyéndose. Finalmente Harry y Hagrid llegan a salvo a la madriguera y poco a poco van llegando las parejas con los siete Harrys falsos, observando que hay muchos heridos, como George que ha perdido una oreja, Hedwig, la lechuza de Harry, que murió a manos de un mortífago mientras protegía a Harry, y Bill Weasley portador de la triste noticia de la muerte de Alastor Ojoloco Moody, mientras que Mundungus Fletcher por otro lado vio a Voldemort y escapó. Todos abatidos se preparan para la boda de Bill y Fleur, que tendrá lugar allí mismo en los próximos días.
A la mañana del día de la boda, hay un momento intenso en el que Ginny (con quien Harry mantiene una relación amorosa desde la película anterior) se despide de Harry, simbólicamente, con un tierno y romántico beso que él corresponde. El ministro de Magia, Rufus Scrimgeour, visita La Madriguera antes de la boda e informa a Harry, Ron y Hermione de lo que Dumbledore les legó en su testamento: Ron recibe el Desiluminador (un objeto parecido a un encendedor que Dumbledore usaba para apagar cualquier tipo de luz, ya sea de una vela o una lámpara de electricidad), a Hermione su copia personal de Los cuentos de Beedle el Bardo, y finalmente a Harry la snitch dorada que atrapo en su primer partido de Quidditch, además de ello Dumbledore también le lego a Harry un segundo objeto, la espada de Godric Gryffindor, pero Scrimgeour explica que ha desaparecido y que además, no pertenecía a Dumbledore, sino a todo Gryffindor que la mereciera, y por tanto no puede entregársela. En la boda de Bill y Fleur, aparece el patronus de Kingsley anunciando que el ministro de Magia había muerto y que los mortífagos se aproximan, donde poco después aparecen y atacan de nuevo. Tras desatarse otra batalla entre los mortífagos y los invitados de la boda, Harry, Ron y Hermione se ven forzados a escapar rápido a Londres.
El trío se encamina en busca del horrocrux, el Guardapelo de Salazar Slytherin, para así buscar una forma de destruirlo. Llegan a un café para conversar, pero Antonin Dolohov y Rowle, dos mortífagos, los encuentran y los atacan sorpresivamente en el local, aunque el trío los vencen y escapan de nuevo, no sin antes de que Hermione borre las memorias de los mortífagos derrotados.
Viendo el peligro que corren al estar expuestos por la calle, el trío decide ir a buscar refugio en el cuartel de la Orden del Fénix, al día siguiente y mientras buscan alguna pista de donde puede estar el guardapelo original, Ron descubre una habitación en particular con el nombre Regulus Arcturus Black (R.A.B) siendo este el hermano menor de Sirius y la persona que tenía el Guardapelo original, posteriormente mientras están sentados en el comedor empiezan a preguntarse si Regulus realmente logró destruir el Horrocrux, sin embargo su reunión es interrumpida por Kreacher, el elfo doméstico, el cual les revela que dicho objeto estuvo en la casa hace mucho tiempo y que antes de que su amo muriera, este le había pedido a Kreacher que lo destruyera a toda costa, pero desafortunadamente por más que Kreacher se esforzó por destruirlo y cumplir la última voluntad de su amo, este no consiguió hacerlo. Entonces Harry le pregunta en donde esta ahora, ya que alguien tuvo que habérselo llevado y Kreacher les revela que una persona vino una noche y se robo muchas cosas de la casa, incluyendo el guardapelo y que el responsable es Mundungus Fletcher por lo que Harry le ordena a Kreacher traerlo. 
Minutos después, Kreacher regresa a la casa con Mundungus, junto con Dobby, quien había visto a Kreacher en el Callejón Diagon y quiso ayudar también, justo cuando escucho mencionar el nombre de Harry por parte de Kreacher, posteriormente el trío interrogan a Mundungus sobre donde esta el guardapelo que se robo, a lo que este les menciona que tuvo regalarlo un día mientras vendía los objetos que se robo de la casa en el callejón Diagon, cuando una señora del Ministerio de Magia lo vio y le pidió su licencia, advirtiéndole que lo encerraría en prisión si no tenía una, pero esta lo hubiera hecho si no fuera por el guardapelo el cual le había gustado tanto, entonces el trío le pregunta si recuerda quien era la bruja que le pidió el guardapelo en ese momento, pero este les menciona que no lo recuerda. Sin embargo Mundungus observa la portada de un viejo diario El Profeta y consigue reconocer con facilidad la persona que lo interrogo en esa ocasión, quien resulta ser nada más y nada menos que Dolores Umbridge. Al estar enterados de que Umbridge ahora posee el objeto maligno, el trío ponen en marcha un plan para infiltrarse en el Ministerio de Magia y recuperar el Guardapelo sin ser detectados usando la Poción Multijugos para hacerse pasar por trabajadores del ministerio. A pesar de los diversos inconvenientes el trío consigue robar exitosamente el horrocrux de las manos de Umbridge, pero en pleno escape Ron es herido de gravedad por Yaxley, justo cuando este había sujetado a Hermione, lo que los obliga a seguir su marcha a pie, debido a la debilidad de Ron a causa de las constantes apariciones mágicas. Se les advierte que el nombre de Voldemort está hechizado, lo que provoca que, cuando se lo menciona, todos los sortilegios protectores se disuelvan y que la posición de quien lo pronuncia es dada a unos cazafortunas, conocidos como Snatchers (Carroñeros). Siguiendo el recorrido del trío, ahora solitarios y ocultándose de todo mortífago y carroñero, emprenden una búsqueda sin rumbo organizada por Harry y para evitar la pérdida del Guardapelo; durante la marcha cada uno de los amigos se coloca determinado tiempo el guardapelo en el cuello, ya que si se deja demasiado tiempo ejerce presión y enemistades en el grupo.
Harry y Hermione comienzan a descubrir por su cuenta pistas acerca de como poder destruir del guardapelo y en eso Hermione recuerda que la Espada de Godric Gryffindor fue diseñada por duendes y que el polvo y el óxido no afectan el filo de la misma, además que esta puede absorber otras propiedades y volverse más fuerte, recordando que la misma ya había destruido un Horrocrux previamente en la Cámara de los Secretos en donde esta había destruido el Diario de Tom Riddle, sin embargo Harry le menciona a Hermione que en esa ocasión había usado un colmillo de basilisco en lugar de la espada. Pero Hermione le menciona que en la cámara Harry había apuñalado al basilisco con la espada, por lo que el filo de la misma ahora esta infectada con el veneno y por ende ahora es capaz de destruir Horrocruxes, lo que los hace acercarse cada vez más. Ron presencia esto y comienza a sentir celos hacia la pareja lo cual lo hace más vulnerable a los efectos del Guardapelo, ocasionando así una pelea con Harry y finalmente marchándose del grupo, dejando a Hermione triste y desconsolada. Harry y Hermione tratan de encontrar a Bathilda Bagshot en una visita al Valle de Godric, una historiadora mágica que piensan que será capaz de ayudarlos y la que posiblemente tenía la espada de Gryffindor, según Harry, pero resulta que esta fue asesinada por el mismo lord Voldemort o sus mortifagos y suplantada por Nagini, la serpiente de lord Voldemort, que había usado el descompuesto cuerpo de Bagshot como un disfraz. Después de una intensa lucha, consiguen escapar de Nagini, sin embargo la varita de Harry se rompe en el proceso y Hermione logra identificar a un joven visto en una visión de Harry, el cual aparece robado una varita en especial de la tienda de varitas de Gregorovitch llamado, Gellert Grindelwald, un antiguo mago tenebroso que alguna vez fue el mejor amigo de Dumbledore, el cual actualmente se encuentra encerrado en la prisión de Nurmengard, una prisión que había sido creada por el mismo Grindelwald en sus años como mago tenebroso y en la cual encerraba a todos los que no estaban de acuerdo con sus políticas e ideales. Cuando Grindelwald fue derrotado en duelo de magia contra Dumbledore, este fue llevado a Nurmengard y permaneció en ese lugar. Esa noche mientras Harry vigila afuera de la tienda, descubre un Patronus en forma de ciervo y lo sigue hasta un lago congelado en el cual se encuentra la Espada de Godric Gryffindor, sin embargo en su intento de obtenerla por poco se ahoga a causa del Guardapelo de no ser por la aparición de Ron, quien le salva la vida y obtiene la espada en el proceso. Posteriormente Harry le pide a Ron que sea él quien destruya el Guardapelo con la espada, pero primero Harry necesitara hablarle en lengua parsél para abrirlo, también le advierte a Ron que tenga cuidado con lo que sea que este en el interior del Guardapelo y que no crea nada de lo que le diga y que tratara de defenderse, recordando lo que pasó la última vez con la parte que estaba encerrada en el Diario de Tom Riddle, justo cuando el guardapelo se abre este comienza a mostrarle una visión a Ron de sus amigos teniendo supuestamente una relación sentimental en su ausencia, sin embargo Ron descubre que la visión es mentira y este con la espada de Gryffindor destruye el horrocrux de una vez por todas. Más tarde ambos regresan a la tienda, pero Hermione recibe a Ron enfurecida porque volvió como si nada hubiese pasado, Ron hace las pases con Harry, aunque Hermione sigue molesta con él. Luego el grupo planean visitar a Xenophilius Lovegood, el padre de Luna, para averiguar algo sobre un símbolo que les llama mucho la atención, presente en el libro que Dumbledore le lego a Hermione, en una tumba del Valle de Godric y en la tienda del fabricante de varitas Gregorovich. En casa de los Lovegood, el señor Lovegood les dice que el símbolo que han estado viendo en repetidas ocasiones es en realidad el símbolo de las Reliquias de la Muerte. Xenophilius les explica sobre cada uno de los objetos que según la leyenda dichas Reliquias pertenecieron o fueron creadas por la Muerte misma, siendo los siguientes objetos: la Varita de Saúco, la Piedra de la Resurrección y el Manto de Invisibilidad. Para entender más el cuento, Hermione lee "La fábula de los tres hermanos" del libro que Dumbledore le dejó en el testamento. Estos hermanos poseían los objetos, y se cree que han sido los tres hermanos Peverell los dueños originales de las Reliquias, siendo visto solamente el menor de estos en el cementerio del Valle de Godric llamado Ignotus Peverell. Cuando el grupo intenta salir, el señor Lovegood les confiesa que los mortífagos han secuestrado a Luna, ya que estos estaban molestos por lo que Xenophilius estaba escribiendo en el Quisquilloso y debe entregarlos a los mortífagos si quiere volver a verla con vida. Los mortífagos llegan, pero los tres adolescentes logran desaparecer en un bosque, donde un grupo de carroñeros estaban esperandolos para capturarlos y llevarlos a la Mansión Malfoy. Harry tiene otra visión y ve a Voldemort encontrar a Grindelwald en la prisión de Nurmengard, en donde Grindelwald sin ningún tipo de miedo le menciona a Voldemort que este ya sabía que algún día vendría a buscarlo y le menciona que ya no tiene lo que quiere y Voldemort le menciona en donde esta la Varita de Sáuco y quien la posee, a lo que Grinderwald le responde con voz burlona que tuvo un duelo hace años con Dumbledore y como resultado este se convirtió en el dueño de la Varita y que la misma se encuentra sepultada en su tumba. Después, unos carroñeros, entre ellos Scabior y el hombre lobo Fenrir Greyback, encuentran al trío y los llevan a la Mansión Malfoy, donde viven Lucius, Narcisa, Draco y Bellatrix, estos sospechan de que son Harry Potter y sus amigos. Allí, Bellatrix Lestrange ve la espada de Gryffindor, que ella cree que debería estar en su bóveda del Banco Gringotts. Encarcela a Harry y Ron en el sótano, donde se encuentran Luna, el fabricante de varitas Ollivander y Griphook, un duende de Gringotts. Por su parte, Bellatrix tortura a Hermione con el maleficio Cruciatus y le marca en el brazo la palabra «sangre sucia» para que hable acerca de la espada, aunque no consigue información alguna. Entonces, después de creer ver el ojo de Dumbledore, Dobby aparece repentinamente rescatando a los prisioneros, aturden a Peter Pettigrew y el grupo rescata a Hermione, pero Bellatrix, furiosa con Dobby, su antiguo esclavo, lanza un cuchillo mientras desaparecen y se transporta con ellos. Aparecen en El Refugio, la casa de Bill y Fleur, y Harry, Ron y Hermione, aturdidos, se abrazan pensando que todo ha terminado, pero el cuchillo de Bellatrix se clava mortalmente en el pecho de Dobby. El elfo doméstico se echa a los brazos de Harry sangrando, herido de muerte, y feliz, muere. Muy compungidos, Harry y sus amigos entierran a Dobby sin magia en la playa de Shell Cottage.
Más tarde, durante la noche, en los alrededores de Hogwarts, Voldemort profana la tumba de Dumbledore y toma la Varita de Saúco, convencido de que entonces es completamente indestructible, y eufórico lanza un hechizo con todas sus fuerzas al cielo, terminando la película.

## Reparto

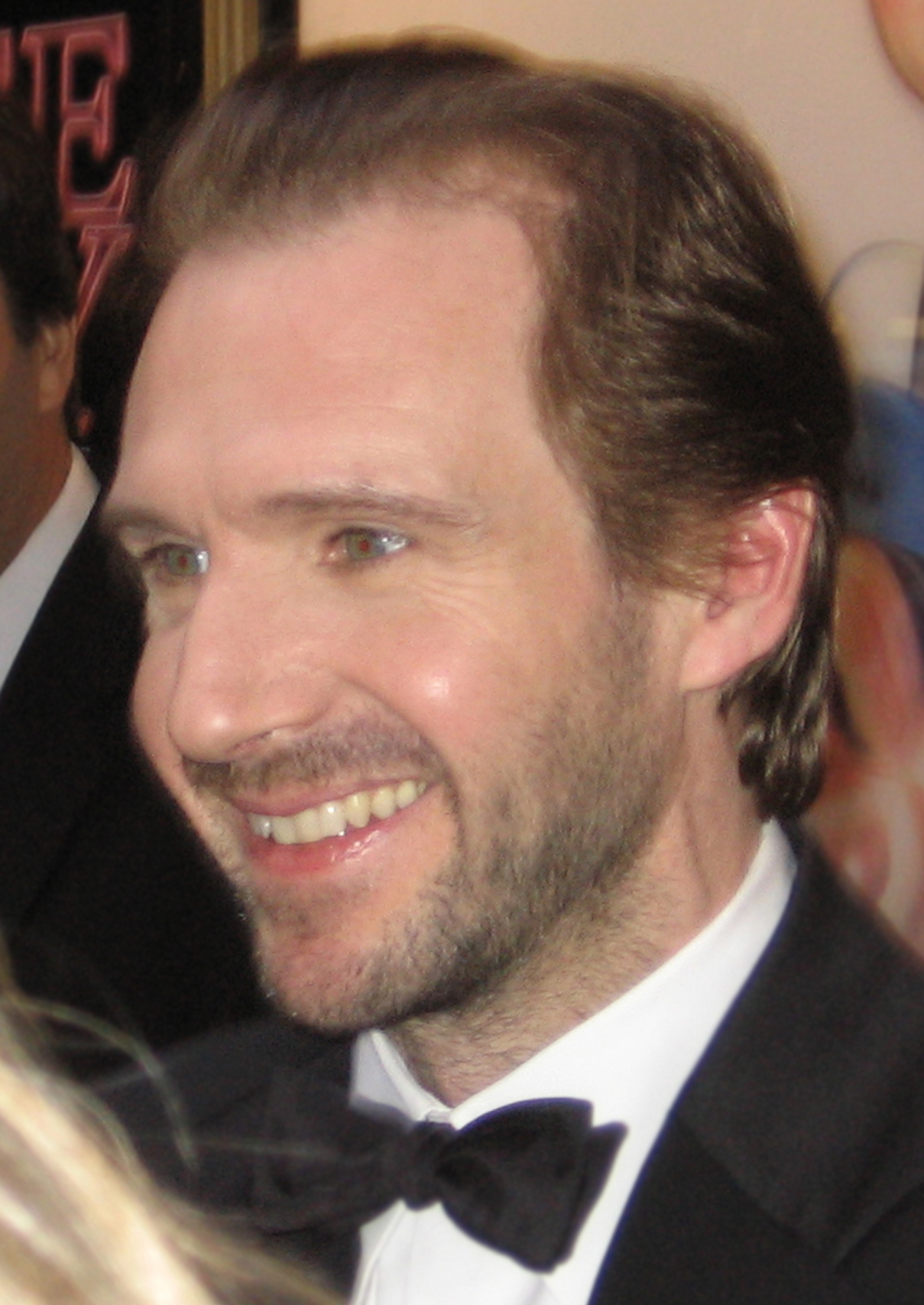
Ralph Fiennes interpreta a lord Voldemort.

- Daniel Radcliffe como Harry Potter.
- Rupert Grint como Ron Weasley.
- Emma Watson como Hermione Granger.
- Ralph Fiennes como lord Voldemort - Antagonista Principal.
- Alan Rickman como Severus Snape.
- Helena Bonham Carter como Bellatrix Lestrange - Villana.
- Jim Broadbent como Horace Slughorn.
- Robbie Coltrane como Rubeus Hagrid.
- Jason Isaacs como Lucius Malfoy - Villano.
- Helen McCrory como Narcisa Malfoy.
- Tom Felton como Draco Malfoy - Villano.
- Bonnie Wright como Ginny Weasley.
- Evanna Lynch como Luna Lovegood.
- Rhys Ifans como Xenophilius Lovegood.
- Matthew Lewis como Neville Longbottom.
- James y Oliver Phelps como Fred y George Weasley.
- Domhnall Gleeson como Bill Weasley.
- Clemence Poesy como Fleur Delacour.
- Brendan Gleeson como Alastor Moody.
- David Thewlis como Remus Lupin.
- Natalia Tena como Nymphadora Tonks.
- George Harris como Kingsley Shacklebolt.
- Andy Linden como Mundungus Fletcher
- Julie Walters como Molly Weasley.
- Mark Williams como Arthur Weasley.
- Toby Jones como Dobby.
- Simon McBurney como Kreacher.
- John Hurt como Ollivander.
- Michael Gambon como Albus Dumbledore.
- Ciarán Hinds como Aberforth Dumbledore.
- Richard Griffiths como Vernon Dursley.
- Fiona Shaw como Petunia Dursley.
- Bill Nighy como Rufus Scrimgeour.
- Timothy Spall como Colagusano.
- Imelda Staunton como Dolores Umbridge.
- Dave Legeno como Fenrir Greyback.
- Stanislav Ianevski como Viktor Krum.
- Guy Henry como Pius Thicknesse.

## Producción

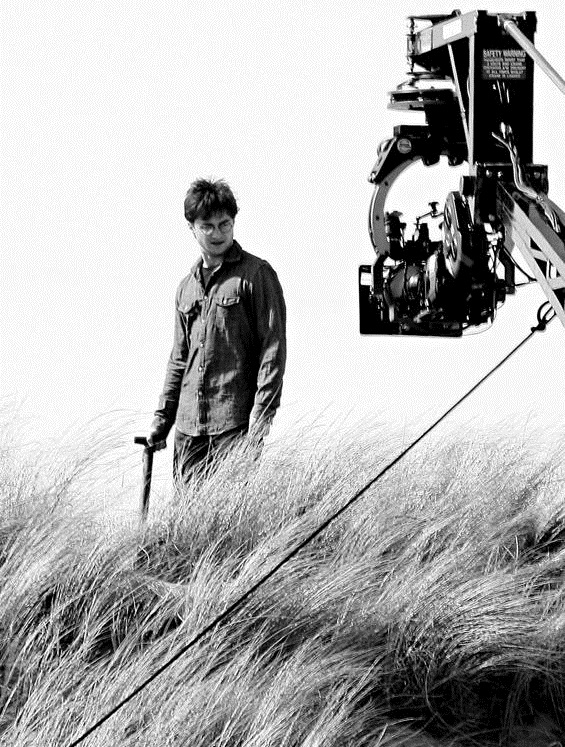
Daniel Radcliffe rodando la escena de la muerte de Dobby en Pembrokeshire, Gales.

Las Reliquias de la Muerte - Parte 1 fue rodada continuamente con Harry Potter y las Reliquias de la Muerte: parte 2 desde el 19 de febrero de 2009 al 12 de junio de 2010. El director David Yates, quien rodó la película junto con el director de fotografía Eduardo Serra, describió a la Parte 1 como «bastante real»; una «road movie» que es «casi como un documental vérité.»º
La producción rodó en el Cruce Dartford la dramática persecución en la que Harry y Hagrid están siendo emboscados por Mortífagos.

### Escenarios
Stuart Craig, el diseñador de producción de todas las anteriores películas de Harry Potter, regresó para las dos partes finales. Él dijo que «Hicimos un tipo de película muy diferente, que se rodó en una gran cantidad de localidades. Viajamos bastante lejos, construimos sets, y ellos gastaron un montón de tiempo en un bosque», explicó. «Construimos escenarios de bosques y los integramos en los bosques reales, así que allí hubo desafíos, como deben imaginar.» Craig fue recientemente nominado a un Premio Óscar por su trabajo en Las Reliquias de la Muerte - Parte 1.
En la carpa de bodas para el casamiento de Bill y Fleur en la película, Craig dijo que su objetivo era «en lugar de hacerla una extensión de la casa, que es bastante excéntrico, casero, decidimos hacerla más elegante (...) Está formada de seda y unos bellos candelabros flotantes. Así que contrasta bien con la casa.» Para el escenario del Ministerio de Magia, el notó que «éste es un mundo subterráneo; éste es un ministerio, así que fuimos a los ministerios reales, los ministerios muggle — Whitehall, en Londres — y decidimos que nuestro ministerio mágico era un tipo de universo paralelo de esos ministerios reales.»
Craig también habló del diseño de la Mansión Malfoy, diciendo que es «un escenario arquitectural muy fuerte. El exterior está basado en una estructura isabelina aquí en este país llamada Hardwick Hall y tiene muchísimas ventanas, y esas ventanas están blindadas o algo así. Las persianas están dibujadas así que son como ventanas ciegas y tienen una real presencia, una presencia siniestra, así que eso nos dio la base para un buen exterior. Hay un techo mágico extraordinario que está agregado y rodeado de bosque que no no está realmente ahí, pero nuevamente es uno de los dispositivos para hacerla más amenazadora y misteriosa.»

### Vestuario
El vestuario de Las Reliquias de la Muerte - Parte 1 fue diseñado por Jany Temime, quien ha sido la vestuarista en las producciones de Harry Potter desde Harry Potter y el prisionero de Azkaban (2004). Temime estuvo involucrada en una controversia con respecto al vestido de novia de Fleur Delacour. Ella fue acusada de copiar el diseño de un vestido similar de la Colección Otoño 2008 de Alexander McQueen. Temime habló del vestido, diciendo que ella «quería que fuera un vestido de novia para una bruja pero no un vestido de Halloween. El vestido es blanco pero necesitaba tener algo fantástico para él. Por eso está el [motivo de] fénix, el pájaro, que de un modo es un símbolo de amor porque ahí está el renacimiento, el amor nunca muere, vuelve a nacer.»

### Efectos visuales

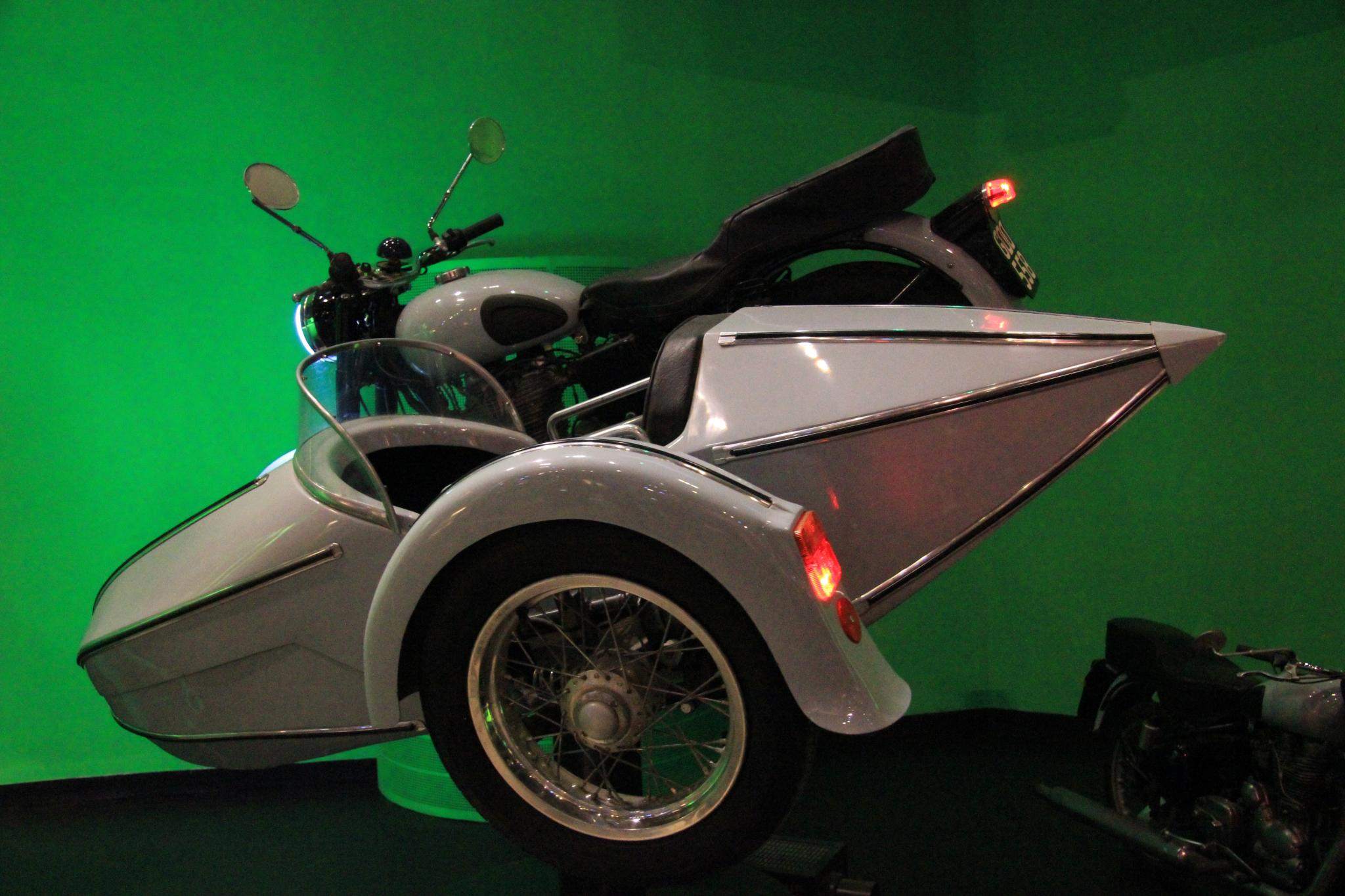
La motocicleta con un sidecar usada por Hagrid y Harry en la película.

Luego de trabajar en todas las películas desde El prisionero de Azkaban, se le pidió a Double Negative que proporcione los efectos visuales a las entregas finales de la historia, Harry Potter y las Reliquias de la Muerte - Parte 1 y Parte 2. Trabajando estrechamente con el supervisor de VFX de la película, Tim Burke, el equipo fue liderado por el también supervisor de VFX David Lickery y la productora de VFX Charlotte Loughlane. El equipo principal también incluía al supervisor de 3D Rick Leary y el supervisor de 2D Sean Stranks.
El trabajo de Double Negative para Las Reliquias de la Muerte - Parte 1 incluyó el logo corrosivo de Warner Brothers y amplias extensiones del entorno de La Madriguera y lo que la rodea. El trabajo adicional del entorno fue completado en la casa de Xenophilius Lovegood, extendiéndola en 3D y culminando en el ataque de los Mortífagos. Double Negative también avanzó los efectos de humo de los Mortífagos, con la introducción de la etapa del 'hombre desollado' entre su vuelo fluido y lleno de humo y su presencia de acción en vivo al aterrizar. Entre otros trabajos se encontraron el encantamiento Patronus que interrumpe la boda para informar a los invitados que Voldemort se ha apoderado del Ministerio de Magia.
También estuvo involucrada en la producción Framestore, una compañía de efectos visuales ganadora de un Óscar que produjo la versión animada de La fábula de los tres hermanos, dirigida por Ben Hibon junto con David Yates, así como la mayoría de las criaturas CGI como Dobby y Kreacher, como en anteriores películas.

## Banda sonora
El compositor Nicholas Hooper, quien musicalizó La Orden del Fénix y El misterio del príncipe, no regresó para Las Reliquias de la Muerte. En cambio, el compositor francés nominado al Óscar y ganador de un Globo de Oro Alexandre Desplat, fue contratado para componer la banda sonora de Harry Potter y las Reliquias de la Muerte - Parte 1. La banda sonora tuvo dos fechas de lanzamiento; la primera el 16 de noviembre de 2010 y la segunda el 21 de diciembre del mismo año, el álbum se vendió en cuatro discos. La película también presentó la canción «O Children», de Nick Cave and the Bad Seeds.
| Harry Potter and the Deathly Hallows - Part 1: Original Motion Picture Soundtrack |                            |          |  |
| N.º                                                                               | Título                     | Duración |  |
| 1.                                                                                | «Obliviate»                | 3:01     |  |
| 2.                                                                                | «Snape to Malfoy Manor»    | 1:58     |  |
| 3.                                                                                | «Polyjuice Potion»         | 3:32     |  |
| 4.                                                                                | «Sky Battle»               | 3:48     |  |
| 5.                                                                                | «At the Burrow»            | 2:35     |  |
| 6.                                                                                | «Harry and Ginny»          | 1:40     |  |
| 7.                                                                                | «The Will»                 | 3:39     |  |
| 8.                                                                                | «Death Eaters»             | 3:14     |  |
| 9.                                                                                | «Dobby»                    | 3:48     |  |
| 10.                                                                               | «Ministry of Magic»        | 1:46     |  |
| 11.                                                                               | «Detonators»               | 2:23     |  |
| 12.                                                                               | «The Locket»               | 1:52     |  |
| 13.                                                                               | «Fireplaces Escape»        | 2:53     |  |
| 14.                                                                               | «Ron Leaves»               | 2:34     |  |
| 15.                                                                               | «The Exodus»               | 1:37     |  |
| 16.                                                                               | «Godric's Hollow Graveyar» | 3:15     |  |
| 17.                                                                               | «Bathilda Bagshot»         | 3:54     |  |
| 18.                                                                               | «Hermione's Parents»       | 5:50     |  |
| 19.                                                                               | «Destroying the Locket»    | 1:10     |  |
| 20.                                                                               | «Ron's Speech»             | 2:16     |  |
| 21.                                                                               | «Lovegood»                 | 3:27     |  |
| 22.                                                                               | «The Deathly Hallows»      | 3:17     |  |
| 23.                                                                               | «Captured and Tortured»    | 2:56     |  |
| 24.                                                                               | «Rescuing Hermione»        | 1:50     |  |
| 25.                                                                               | «Farewell to Dobby»        | 3:43     |  |
| 26.                                                                               | «The Elder Wand»           | 1:36     |  |

| iTunes Bonus Tracks |                                    |          |  |
| N.º                 | Título                             | Duración |  |
| 1.                  | «Voldemort»                        | 4:16     |  |
| 2.                  | «The Dumbledores»                  | 2:09     |  |
| 3.                  | «Bellatrix»                        | 2:11     |  |
| 4.                  | «Making of the Soundtrack (video)» | 2:47     |  |

## Distribución

### Mercadotecnia
El primer póster oficial de la primera película fue lanzado el 1 de diciembre de 2009, mostrando a Harry, Ron y Hermione en una calle de Londres. Un video fue oficialmente lanzado el 8 de diciembre de 2009 con el lanzamiento Harry Potter y el misterio del príncipe en Blu-ray y DVD. En la convención de ShoWest 2010, Alan F. Horn mostró metraje sin terminar de ambas películas. Los MTV Movie Awards 2010 mostraron más imágenes de Las Reliquias de la Muerte. Luego del lanzamiento del teaser poster oficial, que muestra la fecha de estreno de ambas partes y a Hogwarts destruida, ABC Family transmitió entrevistas y escenas adicionales de ambas partes durante su fin de semana Harry Potter, que comenzó el 8 de julio de 2010. Un tráiler de dos minutos de la película fue estrenado mundialmente el 22 de septiembre de 2010.
El 29 de septiembre de 2010, tres pósteres de personajes de la Parte 1 de Harry, Ron y Hermionee fueron lanzados vía Yahoo! Movies. Al día siguiente, un póster cinematográfico de la Parte 1 fue lanzado en línea mostrando al trío corriendo en el bosque. Dicho póster tiene el lema «Nowhere is safe» («Ningún lugar es seguro») y otra versión sin créditos tiene el lema «The end begins» («Comienza el final»). Diversos otros pósteres de personajes para la Parte 1 fueron lanzados el 6 de octubre de 2010, mostrando a Harry, Ron, Hermione, lord Voldemort, Bellatrix Lestrange, Severus Snape y Fenrir Greyback. El 12 de octubre, cuatro nuevos pósteres fueron lanzados. Los carteles se fijan en el tema de «Trust no one» («No confíes en nadie») y «The hunt begins» («La cacería comienza»).
El 15 de octubre de 2010, las entradas comenzaron a venderse en Fandago para el estreno de la Parte 1 en Estados Unidos, y el 19 de octubre, un clip de 50 segundos mostrando imágenes nunca antes vistas fue pasado en los Scream Awards 2010. El 16 de octubre, el segundo spot televisivo se estrenó en Cartoon Network durante el estreno de Scooby Doo: La maldición del Monstruo del Lago. El 25 de octubre de 2010, Yahoo! Movies lanzó un featurette de la película. El 30 de octubre de 2010, Entertainment Weekly lanzó dos nuevos featurettes titulados «Horcruxes» («Horrocruxes») y «The Story» («La historia») mostrando muchas escenas nunca antes vistas. En el mismo día, el sitio de Harry Potter de la Warner Bros. fue actualizado para revelar doce mini-clips de la película.
El 3 de noviembre de 2010, Los Angeles Times lanzó un clip extendido de Harry dejando La Madriguera para buscar los Horrocruxes, titulado «No One Else Is Going to Die For Me» («Nadie más morirá por mí»). El 4 de noviembre, un nuevo clip fue lanzado en la página de Facebook de Harry Potter, titulado «The Seven Potters» («Los siete Potter»). Dos clips más fueron lanzados durante los siguientes dos días, incluyendo una escena que muestra la pelea en la cafetería y otra que toma lugar en la Mansión Malfoy.

### Estreno en cines
El 26 de agosto de 2010, el director David Yates, los productores David Heyman y David Barron, y el presidente de la Warner Bros. Alan F. Horn asistieron a una proyección de prueba de Las Reliquias de la Muerte - Parte 1 en Chicago. La película sin terminar recibió críticas muy favorables de los presentes en la proyección de prueba, uno de ellos la calificaron como «increíble y oscura» y la «la película más perfecta de 'Harry Potter.'» Otros expresaron que la película adaptó fielmente la novela, lo que la llevó a heredar los «propios problemas del libro.»
Warner Bros. Pictures originalmente iba a estrenar a Las Reliquias de la Muerte - Parte 1 en formatos 2D y 3D. Sin embargo, el 8 de octubre de 2010, se anunció que los planes de una versión 3D de la Parte 1 habían sido desechados. «Warner Bros. Pictures ha tomado la decisión de estrenar 'Harry Potter y las Reliquias de la Muerte - Parte 1' en 2D, tanto en cines convencionales como en salas IMAX [porque] no tendremos una versión 3D completa de la película dentro de nuestro período de estreno. A pesar del mayor esfuerzo de todos, fuimos incapaces de convertir la película en su totalidad y conocer los más altos estándares de calidad.» Sin embargo, Las Reliquias de la Muerte - Parte 1 fue lanzada en Blu-ray 3D como un Best Buy Exclusive. La Parte 2 fue lanzada en formatos 2D, 3D e IMAX.
El estreno mundial de Las Reliquias de la Muerte - Parte 1 se llevó a cabo en la Plaza Leicester en Londres el 11 de noviembre de 2010, con fanes de todo el mundo — algunos de los cuales habían acampado por días en la plaza. Esto fue seguido por el preestreno belga el 12 de noviembre y el estreno estadounidense en la Ciudad de Nueva York el 15 de noviembre.
Sólo 48 horas antes de la presentación norteamericana oficial de la Parte 1, los primeros 36 minutos de la película se filtraron en Internet. Incluso antes de la filtración, la película ya era la quinta generadora más grande de venta de entras adelantada en la historia, luego de vender 1000 salas de cine a través de Estados Unidos. A pesar de los rumores que circulaban de que las escenas filtradas era una estrategia comercial para hacer publicidad de la fecha de estreno de la película, la Warner Bros. no creó DVDs screener, y los ejecutivos los llamaron «una grave violación de derechos de autor y robo de la propiedad de Warner Bros.»
En Australia, la película tuvo su estreno el 13 de noviembre en Warner Bros. Movie World, localizado en la Costa de Oro, Queensland. Trescientas personas asistieron a la proyección, que fue la segunda en el mundo, detrás del estreno británico. La película se estrenó en Kuwait el 16 de noviembre. En Israel, Estonia y Nueva Zelanda, la película se estrenó el 18 de noviembre.

### Versión casera
Harry Potter y las Reliquias de la Muerte - Parte 1 fue lanzada en DVD de un disco y en paquete Blu-ray de 3 discos el 11 de abril de 2011 en el Reino Unido y el 15 de abril del mismo año en Estados Unidos. El 28 de enero de 2011, fue anunciado por Emma Watson en la página de Facebook británico de Harry Potter que los fans de dicha página podrían votar por su tapa preferida para el Blu-ray de la Parte 1. La tapa con más votos estará en la caja del disco. La votación comenzó ese mismo día. Tanto el DVD como el Blu-ray incluyen ocho escenas eliminadas, mientras el Blu-ray Combo Pack que contiene una escena de la Parte 2 mostrando a Harry y Ollivander discutiendo sobre las Reliquias de la Muerte. A Las Reliquias de la Muerte - Parte 1 le fue bastante bien en la venta del DVD, vendiendo 7 237 437 unidades de DVD y agregando 86 932 256 USD a los ingresos brutos de la película, logrando un total de 1 043 331 967 USD.

## Recepción

### Crítica
Harry Potter y las Reliquias de la Muerte - Parte 1 recibió en su mayoría reseñas positivas; es sitio Rotten Tomatoes informa que el 78% de los críticos le dio a la película una reseña positiva basado en 250 reseñas, con un promedio de 7.1/10. El consenso es que «es inevitable sentir que es un preludio, pero 'Las Reliquias de la Muerte - Parte 1' es una muy bien filmada y emocionalmente satisfactoria penúltima entrega de la serie 'Harry Potter'.» En Metacritic, que asigna una calificación normalizada sobre 100 basada en reseñas de críticos, la película tiene un puntaje de 65 (citando "críticas generalmente favorables") basado en 41 reseñas. La película logró un 87/100 de críticos profesionales en la Broadcast Film Critics Association.
The Daily Telegraph, del Reino Unido, también le dio a la película una crítica positiva, remarcando que «En su mayor parte la acción retoza, impulsada por impresionantes efectos especiales», agregando que «es sólo un poco decepcionante que, con el momento habiendo sido establecido tan efectivamente, ahora tenemos que esperar hasta el próximo año para disfrutar del resto del trayecto.» Roger Ebert le dio a la Parte 1 tres estrellas de cuatro, elogiando al reparto y llamándola «una película hermosa, y a veces desgarradora (...) completamente incomprensible para cualquiera que venga a la serie por primera vez.» Scott Bowles de USA Today la llamó «Amenazante y meditativa, 'Las Reliquias de la Muerte - Parte 1' es sin duda la mejor entrega de la franquicia de ocho películas planificada, aunque el público que no ha visto los anteriores capítulos estarán irremediablemente perdidos.», mientras Lisa Schwarzbaum de Entertainment Weekly igualmente elogió a la película como «el capítulo más cinematográficamente recompensante hasta ahora.» En una reseña para el Orlando Sentinel, Roger Moore proclamó a la Parte 1 como «Alternativamente divertida y conmovedora, es la mejor película de la serie, una 'El Imperio contraataca' para estos magos y su mágico mundo. ¿Y aquellos efectos? Son tan especiales que no los notas.» Sin embargo, Newsweek publicó una crítica negativa en su número del 15 de noviembre, diciendo que «Han tomado una de las series más encantadores en la ficción contemporánea y succionaron toda la magia (...) mientras las historias de Rowling son infinitamente inventivas, el 'Potter' de la pantalla sólo te da dolor de cabeza.» Lou Lumenick del New York Post encontró a la película «maravillosamente rodada, pero una máquina de dinero sin alma», y que «no ofrece ninguna recompensa dramática, ninguna resolución y no mucha diversión.»

### Recaudación
Harry Potter y las Reliquias de la Muerte - Parte 1 recaudó 24 millones de dólares en Norteamérica durante sus funciones nocturnas, batiendo el récord de la mayor recaudación nocturna de la serie, previamente logrado por El misterio del príncipe, que recaudó 22,2 millones de dólares. La película también tuvo la tercera recaudación nocturna más alta de todos los tiempos, detrás de The Twilight Saga: Eclipse y The Twilight Saga: New Moon, que recaudaron 30 millones y 26,3 millones de dólares, respectivamente. Sin embargo, la película rompió el récord de la más alta recaudación nocturna en IMAX, con 1,4 millones de dólares en ventas de taquilla, superando a Eclipse, que recaudó 1 millón. Todos estos récords fueron luego batidos en 2011 por la secuela de ésta, Harry Potter y las Reliquias de la Muerte: parte 2.
En Norteamérica, la película recaudó 61,7 millones de dólares en su primer día, logrando la sexta mayor recaudación de un día de todas hasta el momento. Sin embargo, se convirtió en el mayor día de estreno para una película de Harry Potter en la serie, un récord antes logrado por El misterio del príncipe con 58,2 millones de dólares, hasta que fue batido por Harry Potter y las Reliquias de la Muerte: parte 2 con 92,1 millones. La película recaudó un total 125 millones de dólares en su primer fin de semana, haciendo el mayor estreno para la franquicia, antes logrado por El cáliz de fuego  y más tarde superado por su secuela Harry Potter y las Reliquias de la Muerte: parte 2. También fue el segundo estreno de noviembre más grande de todos hasta el momento, detrás de los 142,8 millones de dólares de New Moon, el noveno fin de semana de estreno más grande de todos los tiempos en la taquilla norteamericana, y el segundo fin de semana de estreno para una película de 2010 en Estados Unidos y Canadá más grande, detrás de los 128,1 millones de dólares de Iron Man 2. La película permaneció en la cima de la taquilla por dos semanas, recaudando 75 millones de dólares a lo largo del fin de semana de 5 días de Acción de Gracias, llegando al total de 219,1 millones.
En el Reino Unido, Irlanda y Malta, la película batió récords por la mayor recaudación en viernes (5,9 millones de libras), recaudación en sábado (6,6 millones de libras), y recaudación en domingo (5,7 millones de libras). Adicionalmente, la película estableció la mayor recaudación de un solo día (6,6 millones de libras) y la mayor recaudación de los tres primeros días (£ 18 319 721), un récord previamente logrado por Quantum of Solace, que recaudó 15,4 millones de libras. A partir del 13 de febrero de 2011, la Parte 1 recaudó £ 52 404 464 (USD 86 020 929), convirtiéndose en el segundo estreno de 2010 con mayor recaudación en el país, detrás de Toy Story 3 (£ 73 405 113).
Fuera de Norteamérica, la película recaudó un estimado de 205 millones de dólares en su primer fin de semana, convirtiéndose en la sexta más alta de todos los tiempos, la más alta para un estreno de 2010, y la segunda más alta para una película de Harry Potter, sólo detrás de El misterio del príncipe. Globalmente, la película recaudó 30 millones en su primer fin de semana, quedando séptimo en la lista de todos los tiempos.
Fue la película más taquillera de 2010 en Indonesia (USD 6 149 448), Singapur (USD 4 546 240), Tailandia (USD 4 933 136), Bélgica y Luxemburgo (USD 8 944 329), Francia y la región de Magreb (USD 51 104 397), Alemania (USD 61 430 098), Países Bajos (USD 13 790 585), Noruega (USD 7 144 020), Suecia (USD 11 209 387), y Australia (USD 41 350 865). En el total de ganancias extranjeras, sobrepasó a La piedra filosofal (657,2 millones de dólares) para convertirse en la película de Harry Potter más taquillera en el extranjero.
El 7 de abril de 2011, la Parte 1 dejó de pasarse en cines con USD 295 983 305 en Estados Unidos y Canadá, haciéndola la quinta película más taquillera de 2010 en esas regiones, y USD 960 283 305, haciéndola la tercera película más taquillera de 2010 mundialmente detrás de Toy Story 3 y Alicia en el país de las maravillas, así como la 21º película con mayor recaudación de todos los tiempos y la tercera película más taquillera de Harry Potter en la serie detrás de Las Reliquias de la Muerte: parte 2 y La piedra filosofal.
Debido al éxito de la secuela en Alemania, Harry Potter y las Reliquias de la Muerte - Parte 1 pudo regresar al #9 en los Media Control Charts con 28000 espectadores en julio de 2011.

### Premios y nominaciones
Harry Potter y las Reliquias de la Muerte - Parte 1 fue nominada a Mejor diseño de producción y Mejores efectos visuales en los 83.os Premios Óscar. Es la segunda película en la serie Harry Potter en ser nominada al Óscar a los mejores efectos visuales (siendo la anterior Harry Potter y el prisionero de Azkaban). La película fue nominada a ocho diferentes categorías, incluyendo Mejor fotografía, Mejor diseño de producción y Mejor música original en los 64.º Premios BAFTA, y últimamente fue nominada a Mejores efectos visuales y Mejor maquillaje y peluquería.
| Premio                                               | Categoría                                                                      | Nominado(s)                                                                       | Resultado | Referencia |
| ---------------------------------------------------- | ------------------------------------------------------------------------------ | --------------------------------------------------------------------------------- | --------- | ---------- |
| Premios Óscar                                        | Mejor diseño de producción                                                     | Stuart Craig Stephenie McMillan                                                   | Nominados | [ 80 ]     |
| Premios Óscar                                        | Mejores efectos visuales                                                       | Tim Burke John Richardson Christian Manz Nicolas Aithadi                          | Nominados | [ 80 ]     |
| Premios BAFTA                                        | Mejores efectos visuales                                                       | Tim Burke John Richardson Christian Manz Nicolas Aithadi                          | Nominados | [ 82 ]     |
| Premios BAFTA                                        | Mejor maquillaje y peluquería                                                  | Amanda Knight Lisa Tomblin                                                        | Nominados | [ 82 ]     |
| Premios Britannia                                    | Excelencia artística en dirección                                              | David Yates (Harry Potter 5–7 p2)                                                 | Ganador   | [ 83 ]     |
| Premios Saturn                                       | Mejor película de fantasía                                                     |                                                                                   | Nominada  | [ 84 ]     |
| Premios Saturn                                       | Mejor director                                                                 | David Yates                                                                       | Nominado  | [ 84 ]     |
| Premios Saturn                                       | Mejores efectos especiales                                                     | Tim Burke John Richardson Nicolas Ait'Hadi Christian Manz                         | Nominados | [ 84 ]     |
| Premios Saturn                                       | Mejor maquillaje                                                               | Mark Coulier Nick Dudman Amanda Knight                                            | Nominados | [ 84 ]     |
| Premios Saturn                                       | Mejor vestuario                                                                | Jany Temime                                                                       | Nominada  | [ 84 ]     |
| Premios Hugo                                         | Mejor representación dramática (forma larga)                                   | David Yates Steve Kloves                                                          | Nominados | [ 85 ]     |
| MTV Movie Awards                                     | Mejor película                                                                 |                                                                                   | Nominada  | [ 86 ]     |
| MTV Movie Awards                                     | Mejor desempeño masculino                                                      | Daniel Radcliffe                                                                  | Nominado  | [ 86 ]     |
| MTV Movie Awards                                     | Mejor desempeño femenino                                                       | Emma Watson                                                                       | Nominada  | [ 86 ]     |
| MTV Movie Awards                                     | Mejor villano                                                                  | Tom Felton                                                                        | Ganador   | [ 86 ]     |
| MTV Movie Awards                                     | Mejor beso                                                                     | Daniel Radcliffe y Emma Watson                                                    | Nominados | [ 86 ]     |
| MTV Movie Awards                                     | Mejor pelea                                                                    | Daniel Radcliffe, Emma Watson y Rupert Grint                                      | Nominados | [ 86 ]     |
| Premios Satellite                                    | Mejor fotografía                                                               | Eduardo Serra                                                                     | Nominado  | [ 87 ]     |
| Premios Satellite                                    | Mejor banda sonora                                                             | Alexandre Desplat                                                                 | Nominado  | [ 87 ]     |
| Washington D.C. Area Film Critics Association Awards | Mejor dirección artística                                                      | Stuart Craig                                                                      | Nominado  | [ 88 ]     |
| Art Directors Guild Awards                           | Mejor dirección artística en una película de fantasía                          | Stuart Craig                                                                      | Nominada  | [ 89 ]     |
| Golden Reel Awards                                   | Mejor edición de sonido: Música en una película                                | Gerard McCann Peter Clarke Stuart Morton Allan Jenkins Kirsty Whalley Rob Houston | Nominados | [ 90 ]     |
| Golden Reel Awards                                   | Mejor edición de sonido: Diálogos y ADR en una película                        | James Harley Mather Bjorn Ole Schroeder Dan Laurie Jon Olive                      | Nominados | [ 91 ]     |
| Houston Film Critics Society Awards                  | Mejor fotografía                                                               | Eduardo Serra                                                                     | Nominado  | [ 92 ]     |
| San Diego Film Critics Society Awards                | Mejor fotografía                                                               | Eduardo Serra                                                                     | Nominada  | [ 93 ]     |
| San Diego Film Critics Society Awards                | Mejor diseño de producción                                                     | Stuart Craig                                                                      | Nominado  | [ 93 ]     |
| Premios Phoenix Film Critics Society                 | Mejor fotografía                                                               | Eduardo Serra                                                                     | Nominado  | [ 94 ]     |
| Premios Phoenix Film Critics Society                 | Mejores efectos visuales                                                       |                                                                                   | Nominada  | [ 94 ]     |
| Visual Effects Society Awards                        | Efectos visuales sobresalientes en una película impulsada por efectos visuales | Tim Burke Emma Norton John Richardson                                             | Nominados | [ 95 ]     |
| Visual Effects Society Awards                        | Personaje animado sobresaliente en una película de acción en vivo (Dobby)      | Mathieu Vig Ben Lambert Laurie Brugger Marine Poirson                             | Ganadores | [ 95 ]     |
| Visual Effects Society Awards                        | Personaje animado sobresaliente en una película de acción en vivo (Kreacher)   | Mathieu Vig Ben Lambert Laurie Brugger Marine Poirson                             | Nominados | [ 95 ]     |
| Broadcast Film Critics Association Awards            | Mejores efectos visuales                                                       |                                                                                   | Nominada  | [ 96 ]     |
| Broadcast Film Critics Association Awards            | Mejor maquillaje                                                               | Nominada                                                                          |           | [ 96 ]     |
| St. Louis Gateway Film Critics Association Awards    | Mejores efectos visuales                                                       | Nominada                                                                          | [ 97 ]    |            |
| St. Louis Gateway Film Critics Association Awards    | Mérito especial (Escena del Obliviate)                                         | Nominada                                                                          | [ 97 ]    |            |
| Las Vegas Film Critics Society Awards                | Mejores efectos visuales                                                       | Nominada                                                                          | [ 98 ]    |            |
| International Film Music Critics Association         | Mejor banda sonora original de una película de fantasía/ciencia ficción/horror | Alexandre Desplat                                                                 | Nominado  | [ 99 ]     |
| Nickelodeon's Kids' Choice Awards                    | Película favorita                                                              |                                                                                   | Nominada  | [ 100 ]    |
| Nickelodeon's Kids' Choice Awards                    | Actriz de película favorita                                                    | Emma Watson                                                                       | Nominada  | [ 100 ]    |
| Premios Empire                                       | Mejor actriz                                                                   | Emma Watson                                                                       | Nominada  | [ 101 ]    |
| Premios Empire                                       | Mejor película de ciencia ficción/fantasía                                     |                                                                                   | Ganadora  | [ 101 ]    |
| National Movie Awards                                | Mejor película de fantasía                                                     | Ganadora                                                                          | [ 102 ]   |            |
| National Movie Awards                                | Actuación del año                                                              | Daniel Radcliffe                                                                  | [ 102 ]   | Nominado   |
| National Movie Awards                                | Actuación del año                                                              | Emma Watson                                                                       | [ 102 ]   | Nominada   |
| National Movie Awards                                | Actuación del año                                                              | Rupert Grint                                                                      | [ 102 ]   | Nominado   |
| Teen Choice Awards                                   | Mejor película de ciencia ficción/fantasía                                     |                                                                                   | Ganadora  | [ 103 ]    |
| Teen Choice Awards                                   | Mejor actor en ciencia ficción/fantasía                                        | Daniel Radcliffe                                                                  | Nominado  | [ 103 ]    |
| Teen Choice Awards                                   | Mejor actriz en ciencia ficción/fantasía                                       | Emma Watson                                                                       | Ganadora  | [ 103 ]    |
| Teen Choice Awards                                   | Mejor villano                                                                  | Tom Felton                                                                        | Ganador   | [ 103 ]    |
| Teen Choice Awards                                   | Mejor beso                                                                     | Daniel Radcliffe y Emma Watson                                                    | Ganadores | [ 103 ]    |
| Premios BAFTA Infantiles                             | Película favorita                                                              |                                                                                   | Nominada  | [ 104 ]    |
| Premios BAFTA Infantiles                             | BAFTA Kids' Vote (Categoría de cine)                                           | Nominada                                                                          |           | [ 104 ]    |

## División de la película

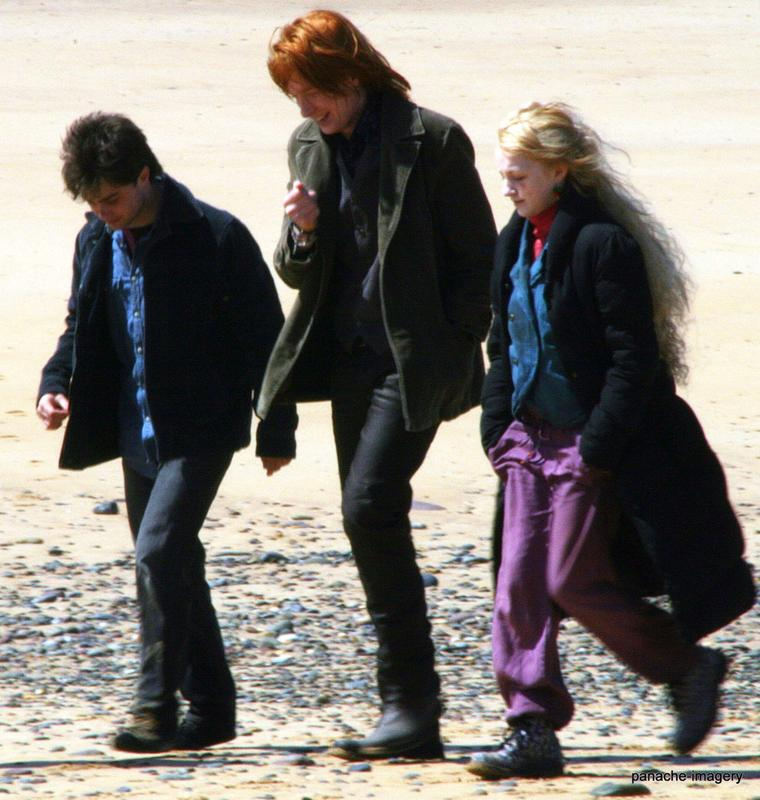
Radcliffe, Domhnall Gleeson y Evanna Lynch.

En enero de 2008 comenzó a circular el rumor sobre la posible división del film en dos partes. Finalmente, el 12 de marzo se confirmó la decisión. La misma será dividida en dos películas —tituladas simplemente Harry Potter y las Reliquias de la Muerte: parte I y Harry Potter y las Reliquias de la Muerte: parte II— que fueron estrenadas el 19 de noviembre de 2010 y el 15 de julio de 2011 respectivamente.
Según las declaraciones del productor, David Heyman, las razones de esta división no responden a objetivos comerciales sino a cuestiones de complejidad argumental. «La pregunta será, ¿dónde cortarla? ¿Y cómo hacer que sean una y a la vez dos historias diferentes y separadas? ¿Lo cortas en un momento de suspense o en uno de resolución? Son desafíos muy interesantes. Pero cada libro ha presentado sus desafíos»:. Días después, el presidente de Warner Bros, Jeff Robinov, reafirmó las declaraciones del productor

Reconocemos que Harry Potter y las Reliquias de la Muerte está lleno de puntos vitales que completan los arcos de la historia de todos los personajes. Dicho esto, sentimos que la mejor manera para hacer el libro, y para sus muchos fans, lo justo es expandir la adaptación a la gran pantalla de Harry Potter y las Reliquias de la Muerte y lanzar la película en dos partes.

La primera parte terminará alrededor del capítulo 24, durante un giro argumental determinante de la película. Ambas partes serán estrenadas por formato IMAX. Anteriormente se había anunciado que se exhibirían en 3D pero luego de un comunicado por la Warner Bros. Pictures, se canceló la producción de la primera parte en este formato, pero la parte 2 si se estrenará en 3D.
El motivo, según destaca la productora, es porque no han conseguido montar la versión tridimensional de Parte 1 durante el tiempo comprendido entre el final del rodaje (que finalizó casi tres meses antes del estreno de la primera parte) y la fecha de estreno del filme, excusándose con la siguiente declaración:

"A pesar del esfuerzo de todos, no hemos sido capaces de convertir la película en su totalidad, sin dejar que pierda los más altos estándares de calidad. No queremos decepcionar a los fans que fueron informados de esta mágica experiencia para el próximo 19 de noviembre de 2010. Nosotros, en alineación con nuestros cineastas, estamos de acuerdo en que este es el mejor camino a tomar para garantizar que nuestro público disfrute completamente de la experiencia que supone Harry Potter".

## Diferencias con el libro
Muchos cambios realizados se debieron a omisiones en películas anteriores, para poder mantener la continuidad entre ellas. Además tanto el director como los actores declararon que muchas escenas debían removerse para que la acción de la película no fuera tan larga e incomprensible.
- Snape llega sólo a la mansión Malfoy directamente, mientras que en el libro es acompañado por el mortífago Yaxley. En la reunión con los mortífagos, en el libro Pius Thicknesse que estaba bajo la maldición imperius, solo es mencionado. En la película se halla presente en la reunión y no se menciona expresamente que esté hechizado aunque puede deducirse por la forma de hablar y la mirada perdida.

- En la película, Harry y Bill Weasley se conocen y saludan por primera vez, mientras que en los libros, ambos se conocían desde la cuarta entrega, Harry Potter y el cáliz de fuego.
- El personaje de Mundungus Fletcher, en el libro es descrito como de pelo ralo y pelirrojo. En la película es completamente calvo.

- No se menciona a quién pertenece la motocicleta que Hagrid conduce, la cual perteneció a Sirius Black. Tampoco se menciona que los efectos de defensa como el fuego de dragón agregados a la motocicleta fueron obra de Arthur Weasley. Cabe mencionar también que en la película solo se ve este último efecto, y no los muros y redes que se materializan.

- Hedwig, la lechuza es asesinada mientras volaba, mientras que en el libro viajaba enjaulada cuando fue asesinada.

- Tras su huida de casa de los Dursley, Harry y Hagrid van a casa de Ted Tonks antes de ir a La Madriguera; en la película van directamente a esta última. Tampoco se muestra la rotura del sidecar y la caída de Hagrid cuando se abalanza contra un mortífago en la trifulca.

- En el libro, Harry se disfraza como un supuesto pariente de la familia Weasley para ir a la boda, mientras que en la película, va como él mismo.
- En el libro, Viktor Krum está en la boda invitado por Fleur. Al hablar con Hermione provoca los celos de Ron y cuando habla con Harry disfrazado como Weasley se queja del símbolo de las reliquias que porta Xenophilius Lovegood, que identifica como ''símbolo de Grindelwald''. En la película Viktor Krum es omitido.
- En el libro no se menciona a Madame Maxime en la boda.

- En la película, Harry no sabía que Dumbledore tenía un hermano (Aberforth), mientras que en los libros, específicamente en Harry Potter y el cáliz de fuego, Harry oyó a Dumbledore mencionar el nombre de su hermano.

- No aparece el cumpleaños de Harry en La Madriguera. En la película, tras el asalto de los dos mortífagos en la cafetería Hermione se acuerda repentinamente de que ella y Ginny habían preparado una tarta que iban a sacar después de la boda.
- En el asalto de los dos mortífagos, en la película Harry está de espaldas a la puerta del local y los ve sacando las varitas mientras que en el libro es Hermione. En el libro la camarera recibe el impacto de un hechizo aturdidor y después desmemorizan a la camarera y a los mortífagos. En la película solo desmemorizan a los mortífagos y Hermione dice a la camarera que se vaya.

- Mucho del pasado de Dumbledore es omitido.

- Nunca aparece la escena de cuando Lupin le ofrece a Harry ayudarle en la busca de Horrocruxes en Grimmauld Place y pelean entre ellos.

- En una escena, Dobby saluda a Ron diciendo "Amo Weasley, que gusto verlo de nuevo", a pesar de que en las películas ambos personajes nunca se habían visto, y de que Dobby sirvió a los Malfoy, no a los Weasley.

- En el libro Kreacher relata que Voldemort lo llevó a la cueva de los inferius donde tenía escondido el Horrocrux y explica la muerte de Regulus A. Black, mientras que en la película solo menciona que vio el relicario. Además de que Kreacher mejora su carácter en el libro.
- Cuando van al ministerio a por el guardapelo. En el libro aturden a Mafalda y a Runcorn, mientras que a Reginald le dan una pastilla vomitiva para que se fuera a su casa. En la película se ve a los tres trabajadores magos aturdidos.
- No se muestra cuando, bajo los encantamientos protectores que Hermione pone a la tienda, escuchan la conversación de otro grupo de fugitivos formado por los duendes Griphook y Gornuk y los magos Dean Thomas, Ted Tonks y Dirk Cresswell. En la película en cambio se muestra a unos carroñeros que huelen el perfume de Hermione pero no los ven ni los descubren de ninguna forma, comprobándose la eficacia de los encantamientos.

- Cuando Ron abandona a Harry y Hermione en el libro, éste se va por casi 2 meses, mientras que en la película regresa a las 3 semanas. Además, la escena donde Harry y Hermione bailan no sale en el libro.

- Tanto en la película como en el libro, Harry y Hermione se acercaron sentimentalmente, pero en la película es más fuerte el deseo de ambos, casi llegando a algo más. Sin embargo, al final la relación fue platónica, y los sentimientos por Ron y Ginny fueron más fuertes en ellos. Cabe destacar que en la escena del bosque de Dean, ambos consideraron quedarse ahí y envejecer.
- En la visita a Godric's Hollow. En el libro Harry y Hermione se transforman en dos muggles con la poción multijugos. En la película van como ellos mismos.

- El castillo de Hogwarts nunca se llega a ver, ni siquiera en la escena de Voldemort profanando la tumba de Dumbledore, sólo se llega a ver la oficina del director pero mediante el Mapa del Merodeador cuando Harry descubre que Snape es ahora el director del colegio.
- En el libro, después de la escaramuza en la Casa Lovegood en que Harry, Ron y Hermione son delatados por Xenophilius, se aparecen en un bosque para huir de los mortífagos, montan de nuevo la tienda y pasan varias semanas planeando los siguientes movimientos hasta que un día Harry pronuncia el nombre de Voldemort, lo que provoca una emboscada de mortífagos y carroñeros. En la película, después de la escaramuza y aparecerse en el bosque, son directamente sorprendidos por carroñeros cuando se disponían a montar la tienda y hacer los encantamientos, lo que provoca una persecución hasta que son apresados.

- La acción transcurrida en la mansión Malfoy fue alterada. La tortura de Hermione por Bellatrix fue suavizada en la película, no mostrándose que le hace la maldición cruciatus. En el libro Draco Malfoy baja a las mazmorras a por Griphook, y después baja Pettigrew, mientras que en la película Pettigrew baja las dos veces. Además la muerte de Peter Pettigrew no ocurre y en su lugar solo es visto siendo noqueado por un hechizo de Dobby. El duende Griphook no estaba ya en la celda, sino que llega con los mortífagos, que antes de apresar a Harry, Ron y Hermione, tenían ya al duende y a Dean Thomas, que no aparece en la película.